# Apamea haelsseni
Apamea haelsseni är en fjärilsart som beskrevs av Ludwig Carl Friedrich Graeser 1889. Apamea haelsseni ingår i släktet Apamea och familjen nattflyn. Inga underarter finns listade i Catalogue of Life.